# August Dreesbach

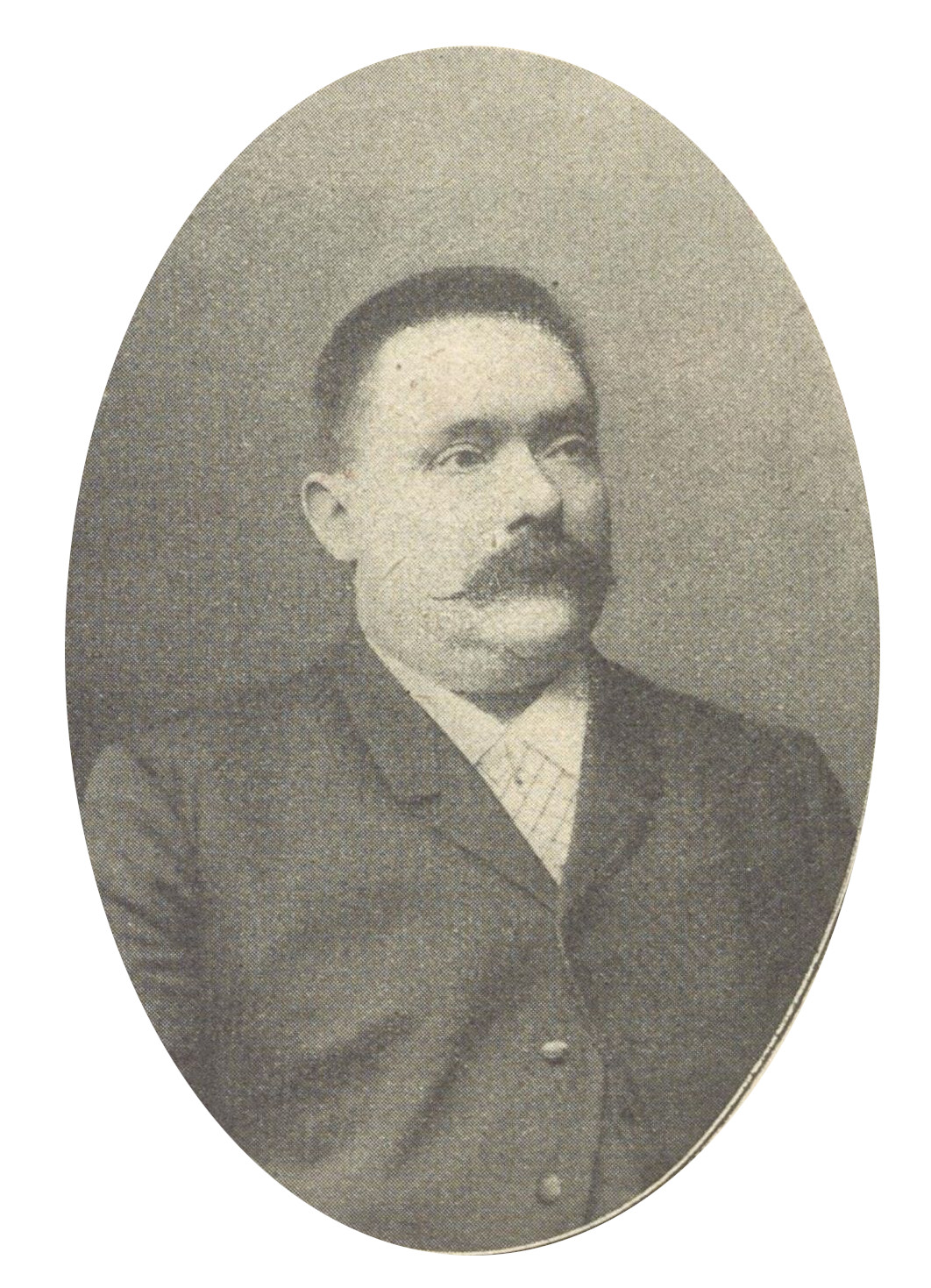
August Dreesbach

August Dreesbach (* 13. August 1844 in Düsseldorf; † 25. November 1906 in Berlin) war ein deutscher Politiker.

## Leben und Werk
Der gelernte Tischler Dreesbach wurde in Düsseldorf Mitglied des Allgemeinen deutschen Arbeitervereins (ADAV). 1874 wurde er als hauptamtlicher Agitator nach Südwestdeutschland entsandt, zunächst nach Stuttgart und nach kurzer Zeit nach Mannheim. Ab 1875 war er Mannheimer Vorsitzender der SAPD und 1877 wurde er Schriftleiter der neu gegründeten Parteizeitung Pfälzisch-Badisches Volksblatt, die bereits im Jahr darauf aufgrund des Sozialistengesetzes verboten wurde.
1884 wurde er als erster Sozialdemokrat – zusammen mit Franz Königshausen – in den Mannheimer Stadtrat gewählt. Bei der Reichstagswahl 1890 gewann Dreesbach in der Stichwahl gegen Philipp Diffené und er wurde als erstes SPD-Mitglied Badens Abgeordneter im Deutschen Reichstag. Im selben Jahr wurde er Direktor des neugegründeten SPD-Blattes Volksstimme. 1891 wurden mit Dreesbach und Philipp August Rüdt erstmals zwei Sozialdemokraten – beide aus dem Mannheimer Wahlkreis – als Abgeordnete in die Zweite Kammer des Badischen Landtags gewählt. Bei der Reichstagswahl 1893 unterlag Dreesbach gegen Ernst Bassermann, schaffte aber 1898 erneut den Einzug in den Reichstag. 1903 legte er sein Landtagsmandat nieder, um sich ganz auf den Reichstag zu konzentrieren.

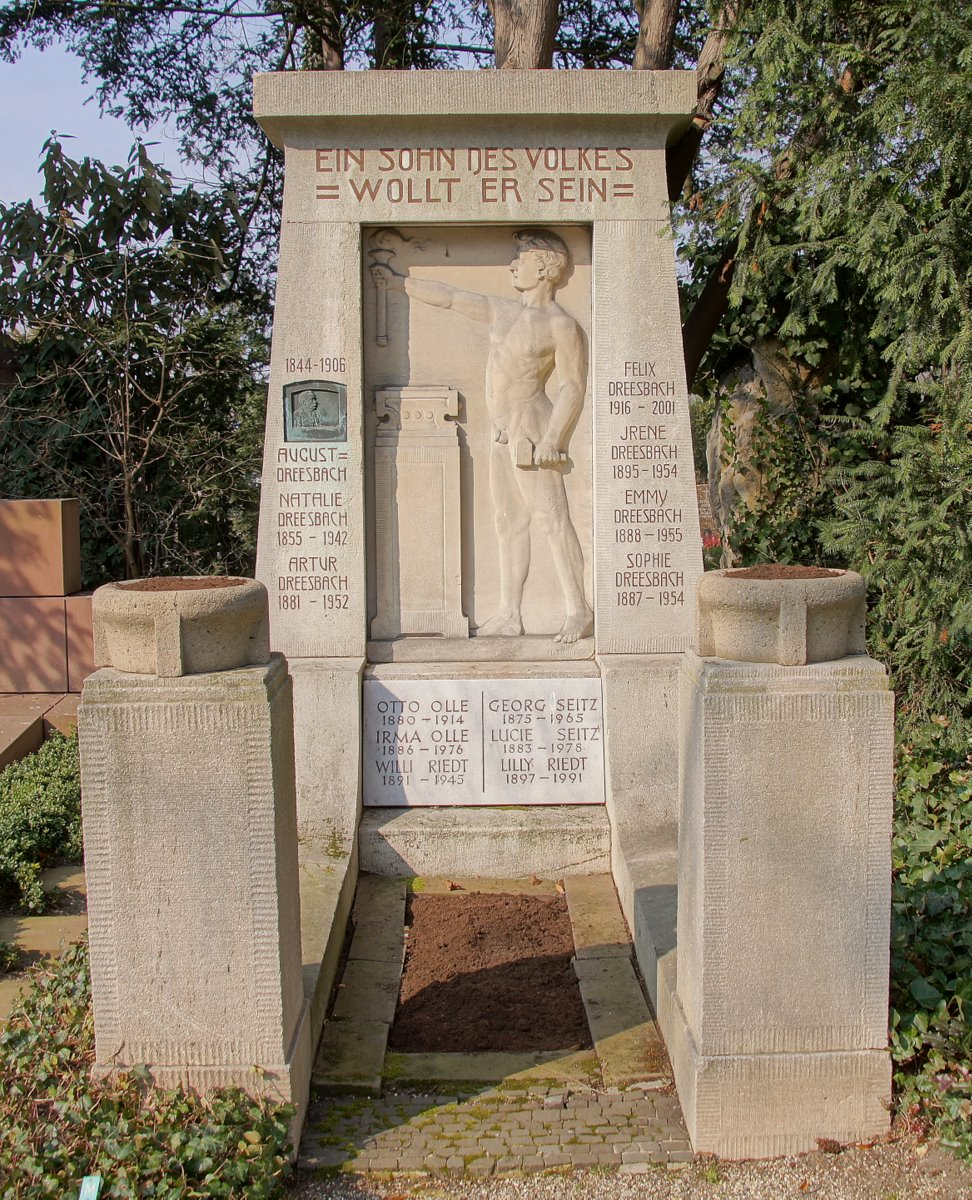
Dreesbachs Grab in Mannheim

1906 starb Dreesbach, der mit Natalie Müller (1855–1942) verheiratet war, in Berlin. In Mannheim nahmen 30.000 Menschen an seiner Bestattungsfeier teil. Die Stadt benannte später eine Straße im Stadtteil Neckarau nach ihm.
Das Grabmal auf dem Hauptfriedhof Mannheim hat die Form eines ägyptischen Tempeltors aus Muschelkalk. Man erkennt eine nach links schreitende nackte Männergestalt, die in der Linken einen Hammer hält und in der Rechten eine brennende Fackel. Vor ihm ist ein Altar oder Amboss. Im Türsturz ist die Inschrift „Ein Sohn des Volkes wollt er sein“ und im linken Türpfeiler ist ein Bronzerelief mit einem Porträt Dreesbachs eingelassen.
Im Jahr 2006 wurde in München der August Dreesbach Verlag gegründet, der sich inspiriert von der „Geradlinigkeit und das Einstehen für die eigenen Ansichten“ nach dem Sozialdemokraten benannt hat.